# Weltmeisterschaft im Fischer-Random-Schach 2022
Die Weltmeisterschaft im Fischer-Random-Schach 2022 war die zweite offizielle Weltmeisterschaft in der Schachvariante Schach960. Die Endrunde dieses Wettbewerbs wurde vom 24. bis 30. Oktober in der isländischen Hauptstadt Reykjavík ausgetragen. Im Finale brachte nach Gleichstand erst die Armageddon-Partie die Entscheidung zugunsten von Hikaru Nakamura gegen Jan Nepomnjaschtschi. Nakamura übernahm damit den Titel von Wesley So, nachdem er schon im Jahr 2009 inoffizieller Weltmeister in dieser Disziplin gewesen war.

## Austragungsmodus
Die Weltmeisterschaft begann mit zwei Qualifikationswettbewerben, die auf den Internet-Schachplattformen Chess.com und Lichess online ausgetragen wurde, die allen interessierten Schachspielern offenstanden. Auf diesem Wege qualifizierten sich jeweils zwei Spieler für die Endrunde (Wladimir Fedossejew und Matthias Blübaum bei chess.com, Nodirbek Abdusattorov und Hikaru Nakamura über Lichess). Das Teilnehmerfeld wurde komplettiert, durch den amtierenden Weltmeister im Fischer-Random-Schach (Wesley So), den amtierenden Weltmeister im klassischen Schach (Magnus Carlsen), sowie zwei Spielern, die eine Wildcard vom Gastgeber und vom FIDE-Präsidenten erhielten (Hjörvar Steinn Grétarsson, nominiert vom isländischen Schachverband, und Jan Nepomnjaschtschi, nominiert von der FIDE).
Die Endrunde wurde in Präsenz in Reykjavík ausgetragen. Die Teilnehmer wurden hierbei in zwei Gruppen von je 4 Spielern eingeteilt und traten innerhalb ihrer Gruppe jeder gegen jeden an, wobei bei jeder Paarung zwei Minimatches von zwei Partien mit vertauschten Farben ausgetragen wurde. Der Gewinner eines Minimatches bekam zwei Punkte, bei Unentschieden erhielten beide Spieler je einen Punkt. Nach dieser Gruppenphase spielten die beiden Erstplatzierten der Gruppen über Kreuz die Halbfinals. Die Gewinner der beiden Halbfinals qualifizierten sich fürs Finale. Alle anderen spielten zeitgleich Entscheidungskämpfe um die Plätze 3, 5 und 7 aus.
Für alle Partien der Endrunde (mit Ausnahme der Armageddon-Partie) galten dieselben Bedenkzeitregelungen: 25 Minuten für die ersten 30 Züge plus 5 Minuten für den Rest der Partie mit einem zusätzlichen Inkrement von 5 Sekunden pro Zug ab dem 31. Zug.

## Ergebnisse und Endstand

### Gruppe A
| Platz | Spieler          | Elo  | 1 | 2 | 3 | 4 | Punkte |
| ----- | ---------------- | ---- | - | - | - | - | ------ |
| 1     | Abdusattorov     | 2713 | — | 4 | 2 | 4 | 10     |
| 2     | Nepomnjaschtschi | 2793 | 0 | — | 3 | 4 | 7      |
| 3     | So               | 2774 | 2 | 1 | — | 3 | 6      |
| 4     | Grétarsson       | 2533 | 0 | 0 | 1 | — | 1      |

### Gruppe B
| Platz | Spieler    | Elo  | 1 | 2 | 3 | 4 | Punkte |
| ----- | ---------- | ---- | - | - | - | - | ------ |
| 1     | Carlsen    | 2865 | — | 1 | 4 | 4 | 9      |
| 2     | Nakamura   | 2768 | 3 | — | 2 | 4 | 9      |
| 3     | Fedossejew | 2688 | 0 | 2 | — | 3 | 5      |
| 4     | Blübaum    | 2647 | 0 | 0 | 1 | — | 1      |

Da Carlsen und Nakamura gleich viele Matchpunkte hatten, entschied die Anzahl der Brettpunkte zugunsten von Carlsen.

### Halbfinale
| Spieler      | 1 | 2 | 3 | 4 | Punkte |
| ------------ | - | - | - | - | ------ |
| Nakamura     | 1 | 1 | 1 | — | 3      |
| Abdusattorov | 0 | 0 | 0 | — | 0      |

Die vierte Partie wurde nicht mehr ausgespielt, weil Nakamura bereits uneinholbar in Führung lag.
| Spieler          | 1 | 2 | 3 | 4 | Punkte |
| ---------------- | - | - | - | - | ------ |
| Nepomnjaschtschi | 0 | 1 | 1 | 1 | 3      |
| Carlsen          | 1 | 0 | 0 | 0 | 1      |

### Finale
| Spieler          | 1 | 2 | 3 | 4 | Punkte |
| ---------------- | - | - | - | - | ------ |
| Nakamura         | 1 | ½ | 0 | ½ | 2      |
| Nepomnjaschtschi | 0 | ½ | 1 | ½ | 2      |

Nakamura gewann das Match in einer Armageddon-Partie.

### Endstand
| Platz | Spieler          |
| ----- | ---------------- |
| 1     | Nakamura         |
| 2     | Nepomnjaschtschi |
| 3     | Carlsen          |
| 4     | Abdusattorov     |
| 5     | Fedossejew       |
| 6     | So               |
| 7     | Blübaum          |
| 8     | Grétarsson       |